# 孫珉
孫珉（1420年—？），字宗理，山東濟南府齊東縣（今屬濱州市）人，民籍，明朝政治人物，景泰辛未進士，官至給事中，因事遷戍。

## 生平
山東鄉試第四十四名。景泰二年（1451年）辛未科進士。官戶科給事中。景泰六年（1455年），因收受宣課司吏賄賂，發肅州衛充軍。

## 家族
曾祖父孫師善。祖父孫仕中，曾任湖廣臨武縣巡檢。父亲孫端，曾任福建軍器局大使。